# Стерпаро деј Санти (Пескара)
Стерпаро деј Санти (итал. Sterparo dei Santi) је насеље у Италији у округу Пескара, региону Абруцо.
Према процени из 2011. у насељу је живело 54 становника. Насеље се налази на надморској висини од 176 м.